# Vaccino anti-rosolia
Il vaccino della rosolia è un vaccino che viene utilizzato per prevenire la rosolia. Il vaccino richiede all'incirca due settimane per essere efficace, ed una singola dose è sufficiente a rendere immune circa il 95% dei soggetti. Nei paesi che presentano alti tassi di immunizzazione non sono più presenti casi di rosolia di nuova insorgenza, o di sindrome da rosolia congenita. Laddove il tasso di immunizzazione infantile è invece basso, il numero di casi di rosolia congenita è destinato ad incrementare per via dell'aumentato numero di donne che raggiungono l'età fertile senza essere state prima vaccinate o esposte al contagio. È quindi raccomandato che a ricevere il vaccino sia almeno l'80% della popolazione.
L'Organizzazione mondiale della sanità (OMS) ha raccomandato che il vaccino della rosolia sia fra quelli inclusi nella vaccinazione di routine. Laddove non sia possibile vaccinare l'intera popolazione, la priorità è che a ricevere il vaccino siano almeno le donne in età fertile. Il vaccino non deve essere somministrato alle donne in gravidanza o ai soggetti immunocompromessi. Sebbene una dose sia generalmente sufficiente a garantire la protezione per tutta la vita, vengono spesso somministrate due dosi.
Gli effetti collaterali sono generalmente lievi. Includono febbre, rash cutaneo, dolore e arrossamento nella zona dell'iniezione. Nelle donne è talvolta presente dolore articolare a distanza di 1-3 settimane dal momento della vaccinazione. L'anafilassi è invece rara. Il vaccino della rosolia è disponibile da solo o in combinazione con altri vaccini. Le combinazioni includono quella con il vaccino del morbillo, con quello della parotite (vaccino MPR), e con quello del morbillo, parotite e varicella (vaccino MPRV).
Il primo vaccino della rosolia è stato approvato nel 1969. Fa parte della lista dei farmaci essenziali dell'Organizzazione Mondiale della Sanità, ovvero i farmaci di maggiore importanza richiesti in un sistema sanitario di base. Nel 2009 circa 130 paesi lo hanno incluso nella loro vaccinazione di routine. Il costo all'ingrosso del vaccino MPR è di 0.24 USD per dose nel 2014. Negli Stati Uniti il costo per dose si aggira tra i 50 e i 100 USD.

## Usi clinici
Il vaccino della rosolia può essere somministrato alle donne non in gravidanza che siano o non immuni, o con un basso titolo rilevabile inferiore a 1:10. Il vaccino della rosolia è utile per controllare le esacerbazioni della broncopneumopatia cronica ostruttiva (BPCO) e dell'asma, in quanto la rosolia causa un'infezione delle alte vie respiratorie che può portare a complicazioni come polmonite e bronchite.

### Calendario vaccinale
I metodi di somministrazione del vaccino della rosolia sono essenzialmente due. Il primo è quello di un iniziale calendario vaccinale che includa tutti i soggetti con meno di quaranta anni, a cui segue poi la somministrazione di una prima dose di vaccino a tutti i soggetti fra i 9 e i 12 mesi di età. Il secondo è quello di vaccinare semplicemente tutte le donne in età fertile.
Sebbene sia necessaria una sola dose, il vaccino viene generalmente somministrato in due dosi, in quanto unito a quello del morbillo.

### Gravidanza
Teoricamente il vaccino della rosolia non andrebbe somministrato in gravidanza. Tuttavia più di un migliaio di donne hanno ricevuto il vaccino non essendo a conoscenza della loro gravidanza in corso senza alcun esito negativo. Non è necessario effettuare un test di gravidanza prima di ricevere il vaccino.
Se durante la gravidanza è rilevato un basso titolo, il vaccino deve essere somministrato dopo il parto. È inoltre sconsigliato restare incinta durante le 4 settimane successive alla somministrazione del vaccino.

## Storia
Dopo le epidemie di rosolia che colpirono l'Europa nel 1962-1963 e gli Stati Uniti nel 1964-1965, furono compiuti diversi sforzi per sviluppare vaccini efficaci utilizzando ceppi virali attenuati, sia negli Stati Uniti che all'estero.

### HPV-77
Il primo ceppo di successo ad essere utilizzato fu l'HPV-77, preparato facendo passare il virus attraverso le cellule di un rene di scimmia verde africana 77 volte. Gli sforzi per sviluppare il vaccino furono condotti da un team di ricercatori della Division of Biologics Standards del National Institutes of Health. Guidato da Harry M. Meyer e Paul J. Parkman, il team, che includeva Hope E. Hopps, Ruth L. Kirschstein e Rudyard Wallace, tra gli altri, iniziò a lavorare seriamente sul vaccino con l'arrivo di una grave epidemia di rosolia negli Stati Uniti nel 1964.
Parkman, Meyer e il team del NIH testarono il vaccino presso la Children's Colony di Conway, in Arkansas, nel 1965, mentre un'epidemia di rosolia infuriava ancora negli Stati Uniti. Questa casa residenziale forniva assistenza a bambini con disabilità cognitive e bambini malati. La capacità di isolare i bambini nelle loro cabine e controllare l'accesso ai bambini ne fece un luogo ideale per testare un vaccino senza iniziare un'epidemia di rosolia. Ciascuno dei genitori dei bambini fornì il consenso per la partecipazione alla sperimentazione.
Nel giugno 1969, l'NIH rilasciò la prima licenza per la produzione commerciale del vaccino contro la rosolia alla società farmaceutica Merck Sharp & Dohme. Questo vaccino utilizzava il ceppo della rosolia HPV77 e fu prodotto in cellule embrionali di anatra. Questa versione del vaccino contro la rosolia restò in uso solo pochi anni prima dell'introduzione del vaccino combinato contro morbillo, parotite e rosolia (MMR) nel 1971.

### RA 27/3
La maggior parte dei moderni vaccini contro la rosolia (incluso il vaccino combinato MPR) contiene il ceppo RA 27/3, sviluppato da Stanley Plotkin presso il Wistar Institute di Philadelphia. Il vaccino fu attenuato e preparato in cellule diploidi umane WI-38.
Per isolare il virus, invece di prelevare campioni con tamponi della gola di pazienti infetti, che avrebbero potuto essere contaminati da altri virus residenti, Plotkin decise di utilizzare feti abortiti forniti dal dipartimento di Ostetricia e Ginecologia dell'Ospedale dell'Università di Pennsylvania. A quel tempo, l'aborto era illegale nella maggior parte degli Stati Uniti (inclusa la Pennsylvania), ma i medici potevano eseguire "aborti terapeutici" quando la vita della donna era in pericolo. Alcuni hanno iniziato a eseguirli anche su donne infette da rosolia. Diverse decine di feti abortiti furono quindi raccolti e studiati da Plotkin. Il tessuto renale del feto 27 produsse infine il ceppo utilizzato per sviluppare il vaccino contro la rosolia. Il nome RA 27/3 si riferisce a "Rubella Abortus", 27° feto, 3° organo prelevato (il rene).
Il vaccino fu approvato per la prima volta dal Regno Unito nel 1970. Il ceppo diventò il vaccino preferito utilizzato dalle aziende farmaceutiche rispetto all'HPV-77 per una serie di motivi, tra cui la sua maggiore immunogenicità a parità di sicurezza; Merck ne fece il suo principale vaccino contro la rosolia nel 1979.

## Cultura e società
Fa parte della lista dei farmaci essenziali dell'Organizzazione Mondiale della Sanità, ovvero i farmaci di maggiore importanza richiesti in un sistema sanitario di base.